# Fontana della Doganella
La fontana della Doganella o di Porto Salvo è una fontana rinascimentale di Palermo, progettata da Antonello Gagini nel 1526.
La fontana è situata presso il prospetto settentrionale della chiesa di Santa Maria di Porto Salvo, è realizzata in marmo grigio proveniente dal monte Billiemi. Il nome deriva dalla presenza dell'omonima porta che venne distrutta a causa del prolungamento del Cassaro.